# Печице (община Лития)
Вижте пояснителната страница за други значения на Печице.
Печице (на словенски: Pečice) е село в Словения, регион Средна Словения, община Лития. Според Националната статистическа служба на Република Словения през 2015 г. селото има 24 жители.